# ميشيل موتون
ميشيل هيلين ريموند موتون  (من مواليد 23 يونيو 1951) هي سائقة رالي فرنسية سابقة. شاركت في بطولة العالم للراليات ضمن فريق مصنع أودي، وحققت أربعة انتصارات واحتلت المركز الثاني في بطولة العالم للسائقين في عام 1982.
بدأت ميشيل مسيرتتها في سباقات الراليات كمساعدة سائق، لكنها سرعان ما انتقلت إلى مقعد السائق، حيث قادت سيارة Alpine-Renault A110 في الراليات الوطنية. في عام 1975، شاركت في سباقات الحلبة وفازت بفئة النموذج الأولي سعة 2 لتر في سباق 24 ساعة في لومان . بعد توقيعها مع شركة فيات فرنسا في عام 1977، احتلت ميشيل المركز الثاني بعد برنارد دارنيش في بطولة أوروبا للراليات . فازت بسباق فرنسا للسيارات عام 1978 وسجلت نتائج ثابتة في أحداثها المحلية في بطولة العالم للراليات؛ سباق كورسيكا ورالي مونت كارلو . في عام 1981، وقعت أودي سبورت مع موتون كشريك لهانو ميكولا . في عامها الأول مع أودي كواترو ، حققت فوزًا مفاجئًا في رالي سانريمو .
في موسم رالي العالم لعام 1982، احتلت ميشيل المركز الثاني بفارق ضئيل بعد والتر روهرل، بعد الفوز في البرتغال والبرازيل واليونان، وساعدت شركو أودي في الفوز بأول لقب لها في فئة المصنعين . وأسفرت حملتها في العام التالي عن حصولها على المركز الخامس. مع وجود أربعة من أفضل السائقين في الفريق لعام 1984، أصبحت مشاركة ميشيل على مستوى بطولة العالم بدوام جزئي. في عام 1985، فازت بسباق تسلق تل بايكس بيك الدولي في الولايات المتحدة، محققة رقماً قياسياً. وفي عام 1986، انتقلت إلى بيجو وفازت ببطولة ألمانيا للراليات كأول سائقة تفوز ببطولة كبرى في الراليات. وبعد فترة وجيزة من تأمين اللقب، انسحبت ميشيل من الرالي بسبب حظر رالي المجموعة B. في عام 1988، شاركت في تأسيس سباق الأبطال الدولي لرياضة السيارات تخليداً لذكرى منافسها السابق هنري تويفونن . أصبحت ميشيل أول رئيسة للجنة المرأة ورياضة السيارات التابعة للاتحاد الدولي للسيارات في عام 2010 ومديرة الاتحاد الدولي للسيارات في بطولة العالم للراليات في عام 2011.

## الحياة المهنية

### الحياة المبكرة والمهنة

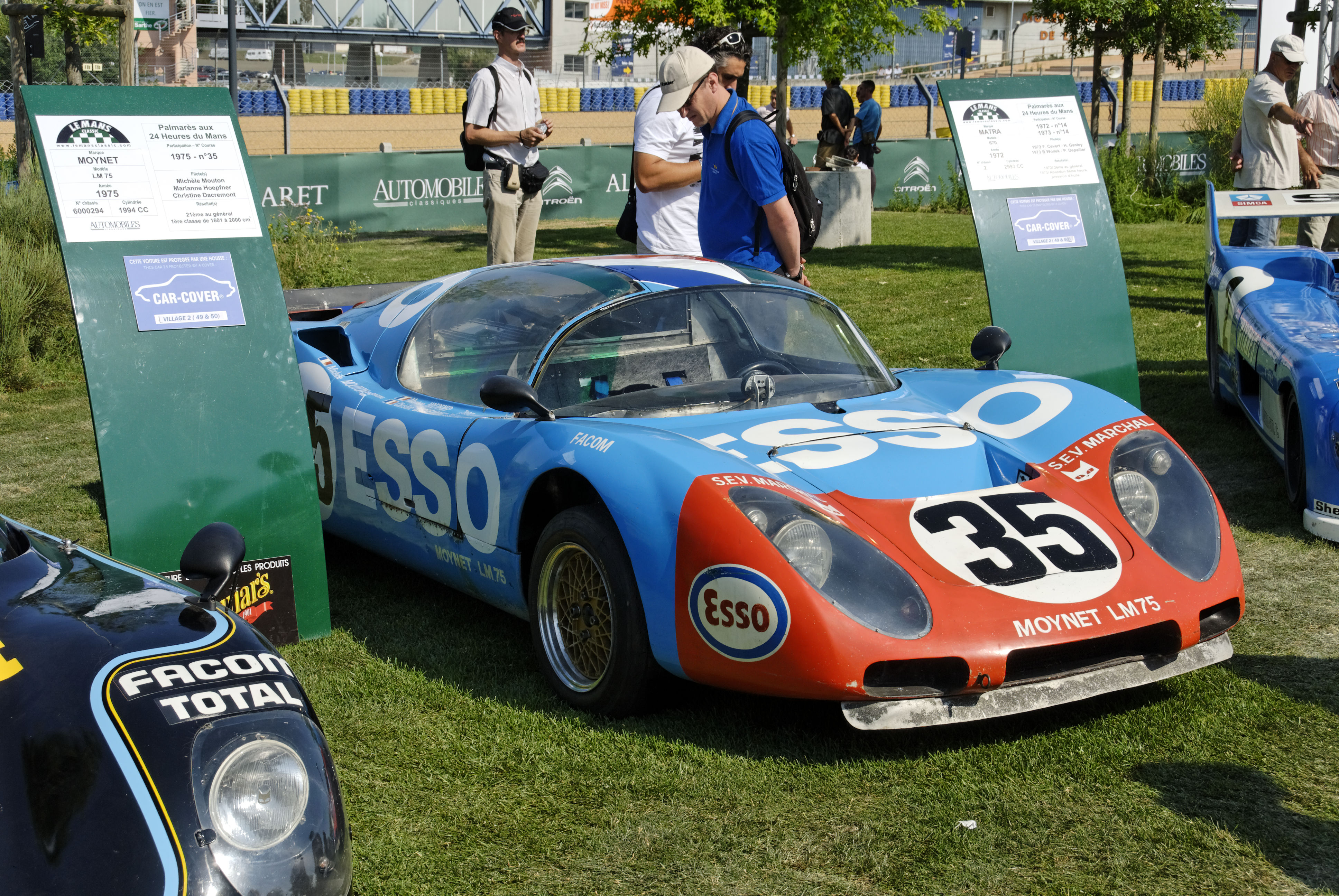
سيارة موتون موينيت LM 75 الفائزة بسباق لومان 1975

ولدت ميشيل موتون في 23 يونيو 1951 في جراس ،  وهي بلدة تقع على الريفييرا الفرنسية. كانو والديها يزرعون الورود والياسمين في ممتلكاتهم الخاصة من الأراضي.  بعد تخرجها من المدرسة الثانوية، بدأت ميشيل دراسة القانون،  لكنها سرعان ما تركت الدراسة وركزت على مهنة في مجال الراليات.  على الرغم من أن ميشيل بدأت قيادة سيارة سيتروين 2CV التي يمتلكها والدها عندما كانت تبلغ من العمر 14 عامًا، إلا أنها لم تحول اهتمامها إلى الراليات حتى عام 1972، عندما طلب منها صديقها جان تايبي التدرب على جولة كورسيكا معه.   وفي وقت لاحق، شاركت ميشيل في القيادة معه في رالي مونت كارلو عام 1973، وهو أول حدث لبطولة العالم للراليات (WRC). بعد أكثر من سباق للراليات، اقترح والد ميشيل التحول إلى القيادة إذا أرادت الاستمرار في الراليات، ووعدها بشراء سيارة لها ومنحها عامًا واحدًا لإثبات نفسها.  قادت سيارة Alpine-Renault A110، وشاركت لأول مرة في رالي باريس - سان رافائيل فيمينين ثم شاركت في سباق فرنسا للسيارات .  في جزيرة بيوتي، وهو حدث مكمل لسباق كورسيكا في نهاية عام 1973، حصلت ميشيل على المركز الثامن في الترتيب العام. 
في بطولة العالم للراليات، ظهرت ميشيل لأول مرة كسائقة في عام 1974، حيث فازت بالمركز الثاني عشر في جولة كورسيكا في سيارة ألباين A110. أشيع أن أداءها الجيد كان نتيجة لمحرك خاص، إلا أن سيارتها اجتازت التفتيش من قبل فاحصي بطولة العالم للراليات.  وفي نهاية العام، تم تتويج ميشيل بطلة لفرنسا وأوروبا للسيدات.  وفي الموسم التالي لجولات كورسيكا، حصلت ميشيل على المركز السابع.  نافست أيضًا في سباقات الحلبة، في فريق نسائي بالكامل مع كريستين داكريمونت وماريان هوبفنر، فازت بفئة النموذج الأولي بسعة لترين في سباق 24 ساعة في لومان عام 1975.  في لقاء لها، تحدثت عن سباق عام 2008، حيث قالت: "أتذكر أن المطر بدأ يهطل، وبدأت في تجاوز الجميع. كنت أركض على إطارات ناعمة. وفي الحفر كانوا يقولون "ميشيل يجب أن تتوقفي"، لكنني لم أرغب في ذلك لأنني كنت أتجاوز الجميع".  وقد اجتذبت نتائجها راعيًا رئيسيًا في هيئة شركة النفط الفرنسية Elf .  في عام 1976، فازت ميشيل بمركز الحادي عشر في مونت كارلو .  

### فيات
في موسم 1977، تعاقدت شركة فيات فرنسا مع ميشيل كاشريكة لجان كلود أندرويت . صرحت بعدم اعجابها بطريقة التعامل مع سيارة فيات 131 أبارث ، ووصفتها بأنها "مثل شاحنة كبيرة، وليست سيارة" و"من الصعب قيادتها".  لاحقُا، احتلت المركز الثامن في جولة كورسيكا في عام 1977 والمركز الخامس لمدة ثلاث سنوات متتالية من عام 1978 إلى عام 1980. وفي عام 1980، حصلت على المركز الثاني بين عامي 1979 و1980، قادت السيارة إلى المركز السابع في مونت كارلو، وهي نفس النتيجة التي حققتها في هذا الحدث في سيارة لانشيا ستراتوس HF في عام 1978. 
في رالي إسبانيا 1977، وخارج بطولة العالم للراليات، فازت ميشيل بواسطة سيارة بورشه كاريرا RS، كما فازت بالمركز الثاني في سباق فرنسا للسيارات عام 1977.  وحصلت على المركز الثاني بعد برنارد دارنيش في بطولة أوروبا للراليات الشاملة (ERC).  وفي العام التالي وبسيارة أبارث 131، فازت ميشيل بسباق فرنسا للدراجات.  في رالي أنتيب، احتلت المركز الثالث بعد سائقي ستراتوس دارنيش وأتيليو بيتيجا .  احتلت المركز الخامس في ترتيب ERC والمركز الرابع في كأس الاتحاد الدولي للسيارات للسائقين،  في عام 1979، احتلت ميشيل المركز الثاني في بطولة الرالي الفرنسية، بعظ سائق بورشه 911 إس سي برنارد بيجوين . 

### أودي

#### 1980
في عام 1980، وقعت ميشيل العقد مع شركة أودي للمشاركة في برنامج بطولة العالم للراليات لموسم1981 .  حصلت ميشيل على دعاية، بسبب أنها كانت السائقة الوحيدة التي تم ترشيحها، حيث لم يتم ترشيح أيًّا من السائقين الرجال المعروفين  نظرًا لأن سيارة Audi Quattro ، أول سيارة راليات تمتلك أكثر من 300 حصان وشاحن توربيني ودفع رباعي، لم تحصل على موافقة الاتحاد الدولي للسيارات، ولم تتمكن أودي من المشاركة في الراليات إلا كسيارات صفرية وليس كمشاركات تنافسية.  في الجولة النهائية من بطولة رالي فنلندا، انضمت ميشيل إلى فريدي كوتولينسكي  ولم تشارك ميشيل في رالي السويد نظرًا لعدم إيجادتها القيادة على الأسطح الجليدية. 

## نتائج بطولة العالم للراليات
| الترتيب | السنة | سباق الرالي     | مساعد السائق  | السيارة     |
| ------- | ----- | --------------- | ------------- | ----------- |
| 1.      | 1981 ‏ | Rallye Sanremo  | فابريزيا بونس | أودي كواترو |
| 2.      | 1982 ‏ | رالي البرتغال   | فابريزيا بونس | أودي كواترو |
| 3.      | 1982 ‏ | رالي أكروبوليس  | فابريزيا بونس | أودي كواترو |
| 4.      | 1982 ‏ | Rally of Brazil | فابريزيا بونس | أودي كواترو |
| Source: |       |                 |               |             |

## النتائج الكلية لبطولة العالم للراليات
| السنة              | المتسابق             | السيارة                |     |        |            |           |          |           |         |           |         |         |                 |                            |  | WDC               | النقاط |
| ------------------ | -------------------- | ---------------------- | --- | ------ | ---------- | --------- | -------- | --------- | ------- | --------- | ------- | ------- | --------------- | -------------------------- |  | ----------------- | ------ |
| 1974 ‏              | ميشيل موتون          | ألباين-رينو A110 1800 ‏ |     |        |            |           |          |           |         |           |         |         |                 |                            |  |                   |        |
|                    | ميشيل موتون          |                        |     |        |            |           |          |           |         |           |         |         |                 |                            |  |                   |        |
|                    | ميشيل موتون          |                        |     |        |            |           |          |           |         |           |         |         |                 |                            |  |                   |        |
|                    |                      |                        |     |        |            |           |          |           |         |           |         |         |                 |                            |  |                   |        |
|                    | ميشيل موتون          |                        |     |        |            |           |          |           |         |           |         |         |                 |                            |  |                   |        |
|                    |                      |                        |     |        |            |           |          |           |         |           |         |         |                 |                            |  |                   |        |
|                    | ميشيل موتون          |                        |     |        |            |           |          |           |         |           |         |         |                 |                            |  |                   |        |
|                    |                      |                        |     |        |            |           |          |           |         |           |         |         |                 |                            |  |                   |        |
|                    | فيات فرنسا           |                        |     |        |            |           |          |           |         |           |         |         |                 |                            |  |                   |        |
|                    | فيات فرنسا           | فيات 131 ابارث         | 7   | السويد | البرتغال   | كين       | جي آر سي | أرج       | الزعنفة | نيوزيلندا | إيطاليا | فرنسا 5 | المملكة المتحدة |                            |  | المركز23          |        |
|                    |                      |                        |     |        | البرتغال 4 |           |          |           |         |           |         |         |                 |                            |  | المركز الثامن     |        |
|                    |                      |                        |     |        |            |           |          |           |         |           |         |         |                 |                            |  | المركز الثاني     |        |
|                    |                      |                        |     |        |            |           |          |           |         |           |         |         |                 |                            |  | المركز الخامس     |        |
|                    |                      |                        |     |        |            |           |          |           |         |           |         |         |                 |                            |  |                   |        |
|                    |                      |                        |     |        |            |           |          |           |         |           |         |         |                 |                            |  | المركز الثاني عشر |        |
|                    |                      |                        |     |        |            |           |          |           |         |           |         |         |                 |                            |  |                   |        |
|                    |                      |                        |     |        |            |           |          |           |         |           |         |         |                 |                            |  |                   |        |
|                    | بيجو تالبوت ألمانيا  | بيجو 205 توربو 16      | ريت | السويد | البرتغال   | كين       |          |           |         |           |         |         |                 |                            |  | كارولينا الشمالية | 0      |
| بيجو تالبوت سبورت ‏ | بيجو 205 توربو 16 E2 |                        |     |        |            | فرنسا ريت | جي آر سي | نيوزيلندا | أرج     |           |         | إيطاليا | المملكة المتحدة | الولايات المتحدة الأمريكية |  | كارولينا الشمالية | 0      |
| Source:            |                      |                        |     |        |            |           |          |           |         |           |         |         |                 |                            |  |                   |        |

## روابط خارجية
- ميشيل موتون على موقع FIA